# 王毓宗
王毓宗（1567年—1615年），字相甫，號納儒，四川嘉定州人。明朝政治人物。同進士出身。

## 生平
隆庆丁卯七月初三日生。萬曆二十二年（1594年）甲午科四川乡试第二十名舉人，二十六年（1598年），登戊戌科進士，禮部觀政，選爲庶吉士，二十八年授翰林院检讨，二十九年养病，三十一年補原职，三十三年奉使各王府。养病归乡，隐居凌云山，自称龙鹤居士。三十九年復除原职，升左春坊左赞善兼翰林院检讨，四十年升司经局洗马兼翰林院修撰，四十一年管理诰敕撰文，同考會試，本年升左春坊左谕德兼翰林院侍讲，四十二年升右春坊右庶子兼翰林院侍读。四十三年任册封正使，册封周王府，本年卒。著有《玉磬山房遗稿》八卷。

## 家族
曾祖王守山，冠带；祖父王拱極；父王詠，癸丑进士。